# Oxyrrhynchium orotavense
Oxyrrhynchium orotavense là một loài Rêu trong họ Brachytheciaceae. Loài này được (Renauld & Cardot) Broth. mô tả khoa học đầu tiên năm 1909.